# Луковский сельсовет (Брестская область)
Лу́ковский се́льсовет (белор. Лукаўскі сельсавет) — административная единица на территории Малоритского района Брестской области Республики Беларусь. Административный центр — агрогородок Луково. 

## География
Сельсовет расположен на северо-востоке района. Граничит с Мокранским и Хотиславским сельсоветами на юге, Великоритским сельсоветом на западе, Чернянским сельсоветом на севере, Дивинским сельсоветом Кобринского района на востоке. 

## История
Образован 12 октября 1940 года в составе Малоритского района Брестской области БССР. С 25 декабря 1962 года по 6 января 1965 года в Брестском районе.

## Состав

— Населённые пункты Луковского сельсовета

Луковский сельсовет включает 6 населённых пунктов:
- Высокое — деревня.
- Грушка — деревня.
- Заболотье — деревня.
- Луково — агрогородок.
- Новое Заболотье — деревня.
- Ужово — деревня.